# Hasami
Hasami (波佐見町, Hasami-chō) est un bourg japonais situé dans la préfecture de Nagasaki.

## Géographie

### Démographie
En 2009, le bourg de Hasami avait une population estimée à 15 033 habitants répartis sur une superficie de 55,97 km2 (densité de population de 269 hab./km2).

## Culture locale et patrimoine

### Porcelaine de Hasami

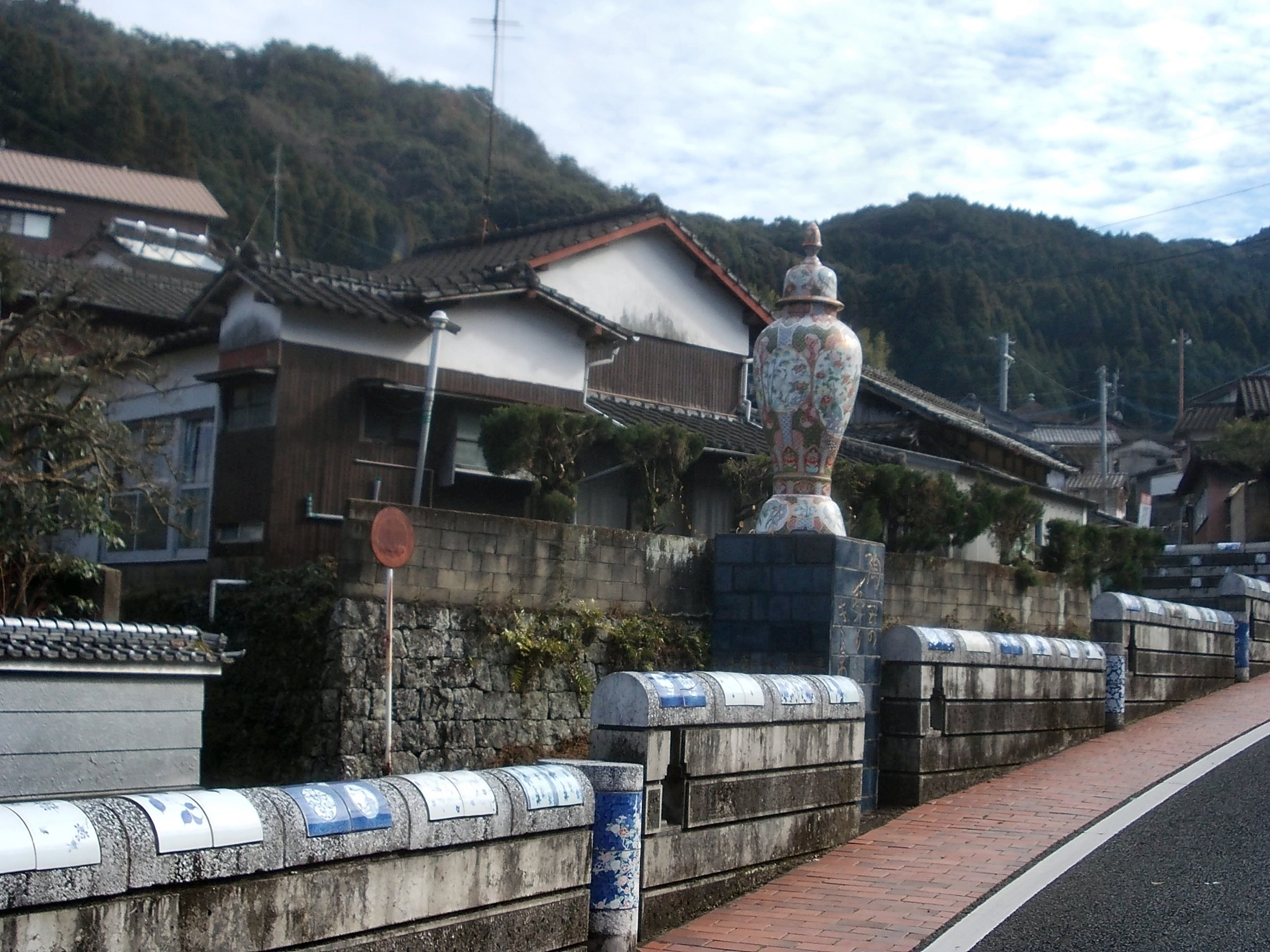
Le quartier de Nakaogo à Hasami où se situent la plupart des fours à potiers.

La porcelaine de Hasami commence avec les potiers coréens amenés au Japon à la fin du XVIe siècle. Pendant les invasions de la Corée par Hideyoshi (1592-1598), les forces japonaises ont enlevé un certain nombre d'artistes et artisans coréens[réf. incomplète] et ce sont les descendants de ces potiers qui ont commencé la production de la porcelaine de Hasami. En 1599, le potier coréen Li Youqing fut ramené au Japon par un chef du clan Ōmura, Ōmura Yoshiaki.
Avant que les Coréens apportent l'art de la porcelaine au Japon au XVIIe siècle et la découverte de kaolin dans les environs, les artisans de Hasami se concentraient sur la poterie.
Progressivement, la production de porcelaine s'intensifia si bien que la manufacture d'Ōmura était le plus grand centre de production de porcelaine du Japon à la fin de l'époque d'Edo.
Le bourg de Hasami reste encore aujourd'hui un grand centre de production de porcelaine.